# Голицын, Николай Алексеевич
Князь Николай Алексеевич Голицын (16 (27) декабря 1751 — 4 (16) декабря 1809) — русский сановник и царедворец из рода Голицыных: действительный камергер (1782), сенатор (1792), шталмейстер (1796), тайный советник. Наиболее известен созданием подмосковных усадеб Никольское-Урюпино и Архангельское.

## Биография
Представитель рода Голицыных-Михайловичей. Родился 16 (27) декабря 1751 года. Был единственным сыном князя Алексея Дмитриевича Голицына (1697—1768) и его второй жены Аграфены Васильевны (1709—1762), дочери генерал-аншефа В. Ф. Салтыкова.
Детство своё провел в Москве под присмотром гувернера-француза Гернандеса. Кроме французского языка, изучал латынь, географию, арифметику и астрономию. Благодаря энергичным хлопотам петербургского родственника, вице-канцлера А. М. Голицына, был отправлен в сентябре 1766 года в Стокгольм, в пансион Мурье. В 1767 году отправился в Страсбургский университет, где обучался два года.

В 1770 году Голицын совершил продолжавшееся более трёх лет путешествие по Европе: был в Швейцарии, Италии, во Франции, Англии, Голландии, германских княжествах и Австрии. В Риме он подружился с художником Я. Ф. Хаккертом и брал у него уроки живописи. В Париже  был принят при дворе французского короля, каждый вторник посещал балы в Версале и танцевал с Марией-Антуанеттой. Там же Голицын влюбился в некую мадемуазель Ренар и никак не хотел уезжать из Франции. В конце концов в 1773 году опекунам удалось уговорить его вернуться в Россию. 

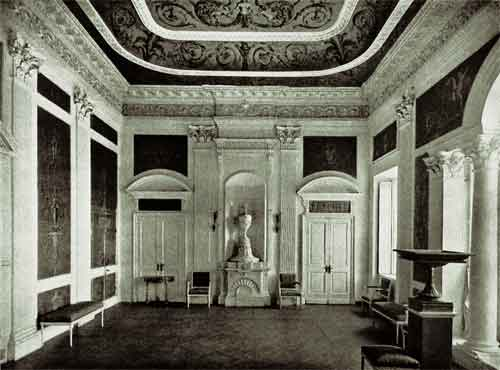
Интерьер усадьбы Н. А. Голицына в селе Никольском

Весной 1773 года Голицын сопровождал до Берлина ланграфиню Гессен-Дармштадтскую и её дочерей в их поездке в Россию. Через два месяца после возвращения в Петербург он был пожалован придворным чином камер-юнкера и согласно камер-фурьерскому журналу почти ежедневно бывал при дворе. В 1777 году после женитьбы на  своей двоюродной сестре во избежания толков Голицын уехал с женой на три года за границу. В конце 1780 года они вернулись в Петербург и вновь были приняты при дворе. В июне 1782 года был сделан действительным камергером, а в октябре направлен в Стокгольм «для изъявления королю шведскому сожаления о кончине вдовствующей королевы шведской и поздравлении его с рождением принца Густава».
Будучи театралом и актером-любителем, в 1783—1786 годах Голицын являлся членом Комитета для управления зрелищами и музыкой и состоял при малом дворе великого князя Павла Петровича, с которым был очень дружен. По словам графа Ф. Г. Головкина: «Князь Николай Голицын — новообращенный вольнодумец, воображал себя государственным мужем и утешал великого князя по поводу сцен ревности, которые ему устраивала его супруга тем, что, сделавшись императором, он сможет ее заключить в монастыре».
В 1792 году Голицын стал сенатором, а 3 декабря 1796 года шталмейстером двора и сделан одним из членов учреждённой при Сенате экспедиции государственных конных заводов. В августе 1798 года он оказался в числе попавших в опалу лиц и был сослан Павлом I в Москву, где проживал в своём доме на углу Лубянки и Кузнецкого Моста, а всё свободное время посвящал устройству своей усадьбы в подмосковном селе Архангельском. Кроме строительства нового большого дворца в стиле классицизма, одновременно Голицын перестроил и парк. По своему размаху дворец князя Голицына превосходил все подмосковные усадьбы, даже царские.
Скончался 4 (16) декабря 1809 года и был похоронен в семейной усыпальнице в усадьбе Никольское-Урюпино.

## Семья

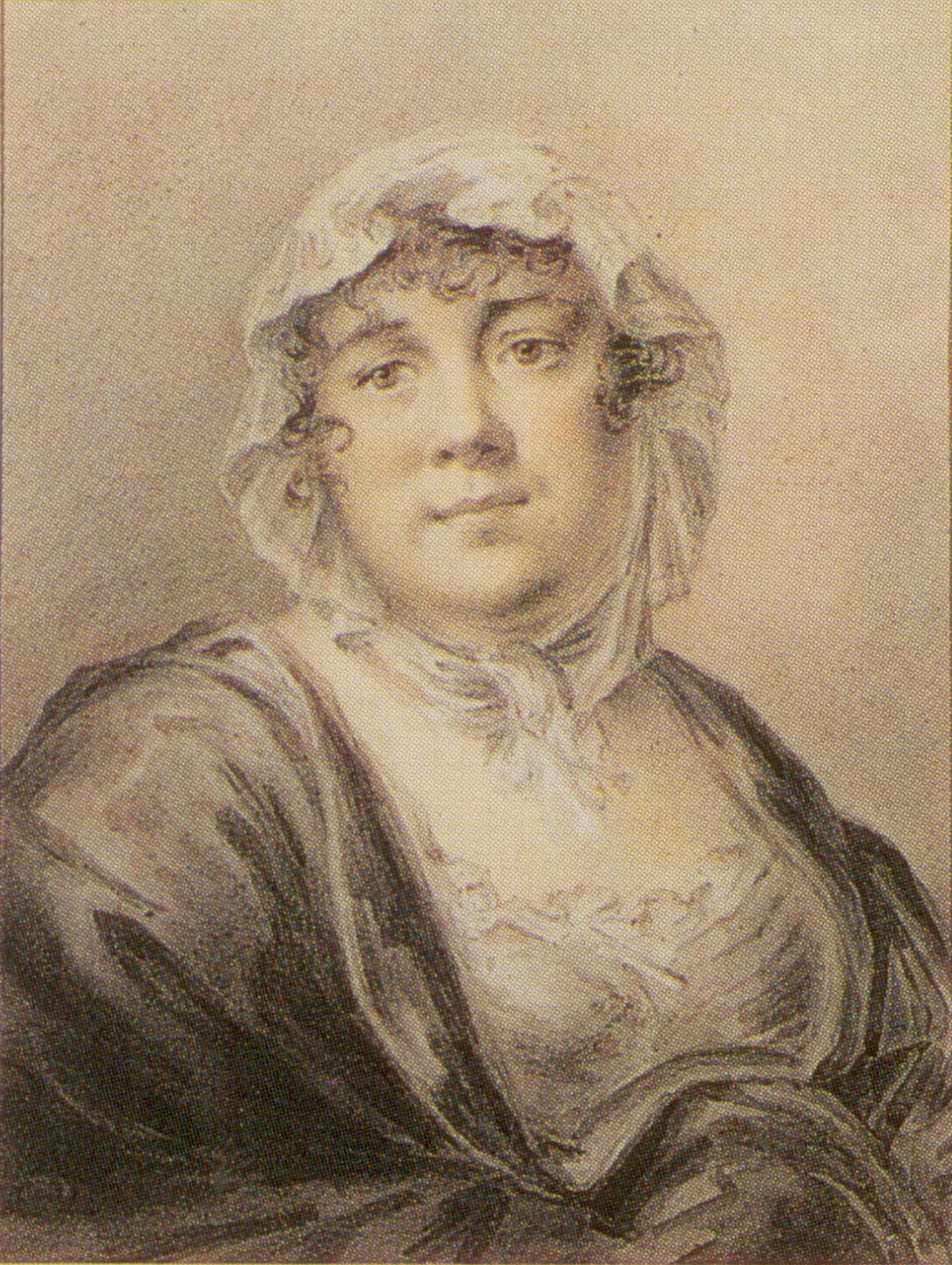
Мария Адамовна Голицына

Жена (с 11.06.1777) —  Мария Адамовна Олсуфьева (22.07.1757 — 14.12.1820), дочь кабинет-секретаря Адама Васильевича Олсуфьева от второго брака его с Марьей Васильевной Салтыковой. Брак её с двоюродным братом носил скандальный характер и был одним из первых допущенных в России браков между родственниками (прецедентом послужил брак князя Г. Г. Орлова с его двоюродной сестрой Зиновьевой). Одна из современниц писала: 

Князь Орлов женился первым... князь Голицын при виде его успеха и будучи тоже влюблен в свою кузину, последовал его примеру и венчался в той же церкви, тому спустя несколько дней Синод вмешался... так что князь Голицын принужден был уехать со своей половиной заграницу.
 Не получив почти никакого образования, Мария Адамовна «любила жить весело и открыто и сделала порядочную прореху мужниному кошельку». Семейная жизнь её часто была омрачена увлечениями супруга. Так, князь И. М. Долгоруков вспоминал, как в 1786 году Голицын сильно был влюблен в его невесту девицу Смирнову, и страсть его к ней дошла до такой степени, что, несмотря на собственный брачный союз, он всячески старался разбить свадьбу Долгорукова, обольстить его невесту и завести с ней интригу, чего, впрочем, ему не удалось. После смерти мужа Мария Адамовна унаследовала усадьбу Архангельское, которую в следующем году продала за 245 тысяч рублей князю Н. Б. Юсупову. Скончалась в Петербурге и была похоронена на Лазаревском кладбище Александро-Невской лавры. Из всех детей её в живых остались только два сына и одна дочь, остальные умерли в раннем возрасте:
- Аграфена Николаевна (1780— ?), родилась в Париже, умерла в детстве.
- Алексей Николаевич (1781—29.05.1783[12]), родился в Петербурге.
- Анна Николаевна (08.02.1786[13]—31.10.1797[14]), крещена была 10 февраля 1786 года в Исаакиевском собор, крестница девицы С. А. Еропкиной; умерла от чахотки, похоронена в Александро-Невской лавре.
- Дмитрий Николаевич (15.03.1787 — 20.09.1812), крещен был 17 марта 1787 года в Исаакиевском соборе[15], камер-юнкер и камергер двора, в 1805 году принимал участие в не увенчавшемся успехом посольстве графа Ю. А. Головкина в Китай. В чине капитана служил на Кавказе, с 1809 года адъютант графа И. В. Гудовича. Во время Отечественной войны 1812 года в составе Ахтырского гусарского полка принимал участие в Бородинском сражение, в чине майора, был ранен и скончался во Владимире, где и похоронен[16].
- Сергей Николаевич (1789—?), умер в детстве.
- Варвара Николаевна (12.10.1790— ?)
- Михаил Николаевич (1796—1863), участник Отечественной войны 1812 года, камергер; был женат на княжне Анне Николаевне Вяземской (1796—1873).
- Мария Николаевна (15.09.1798[17]—1812), похоронена рядом с матерью на Лазаревском кладбище.

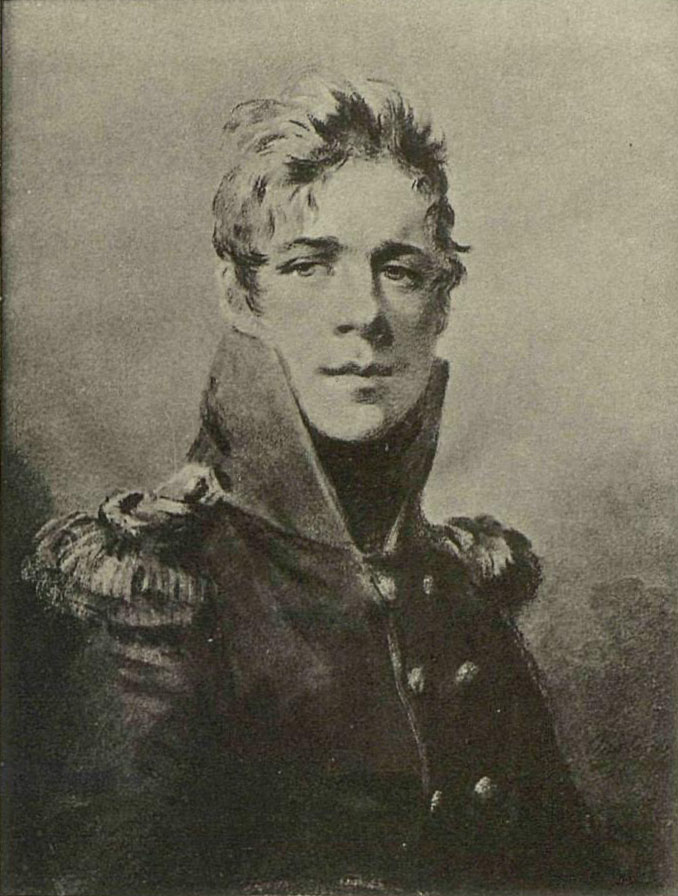
Дмитрий
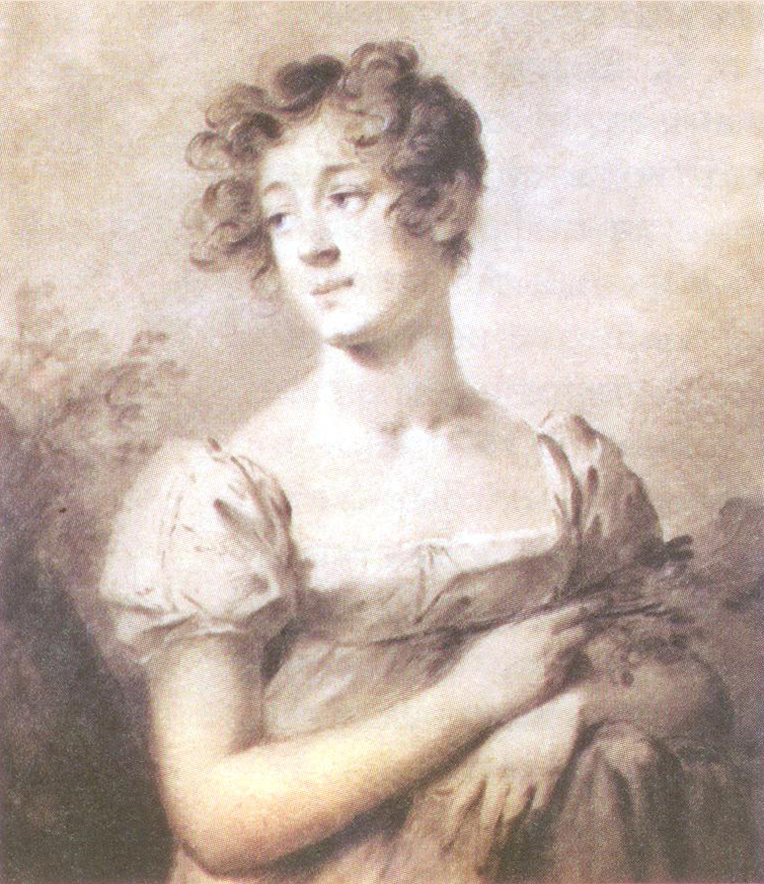
Мария
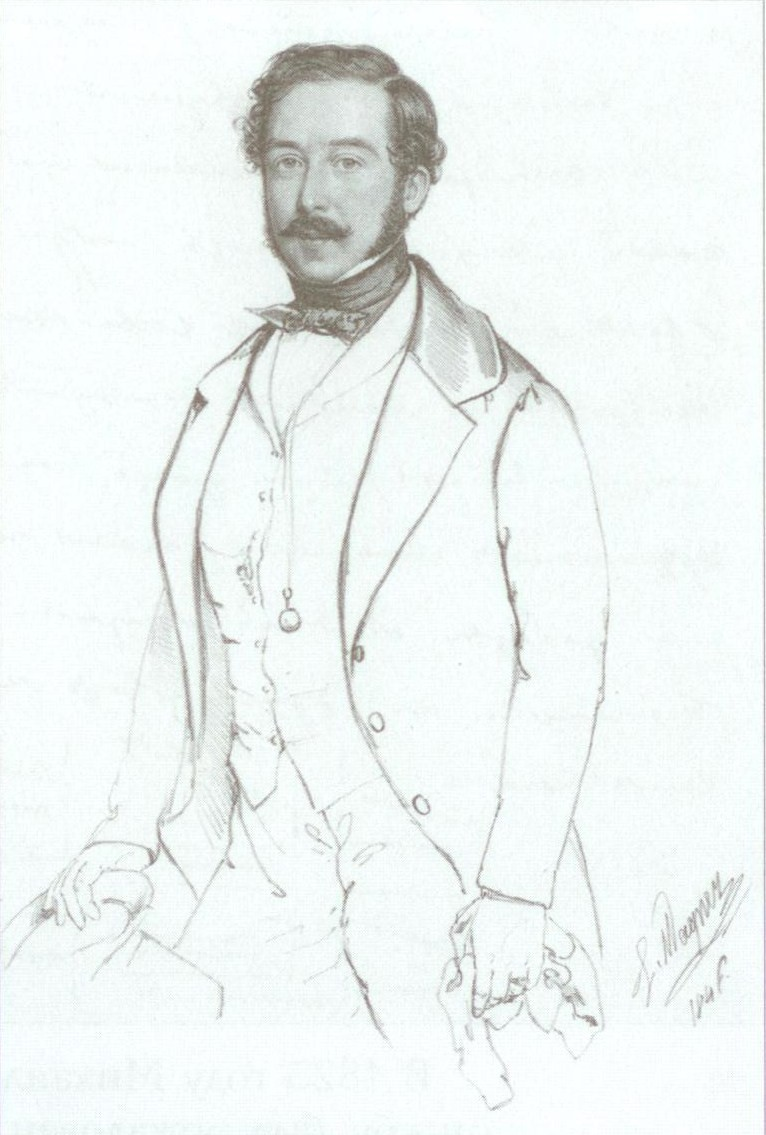
Михаил
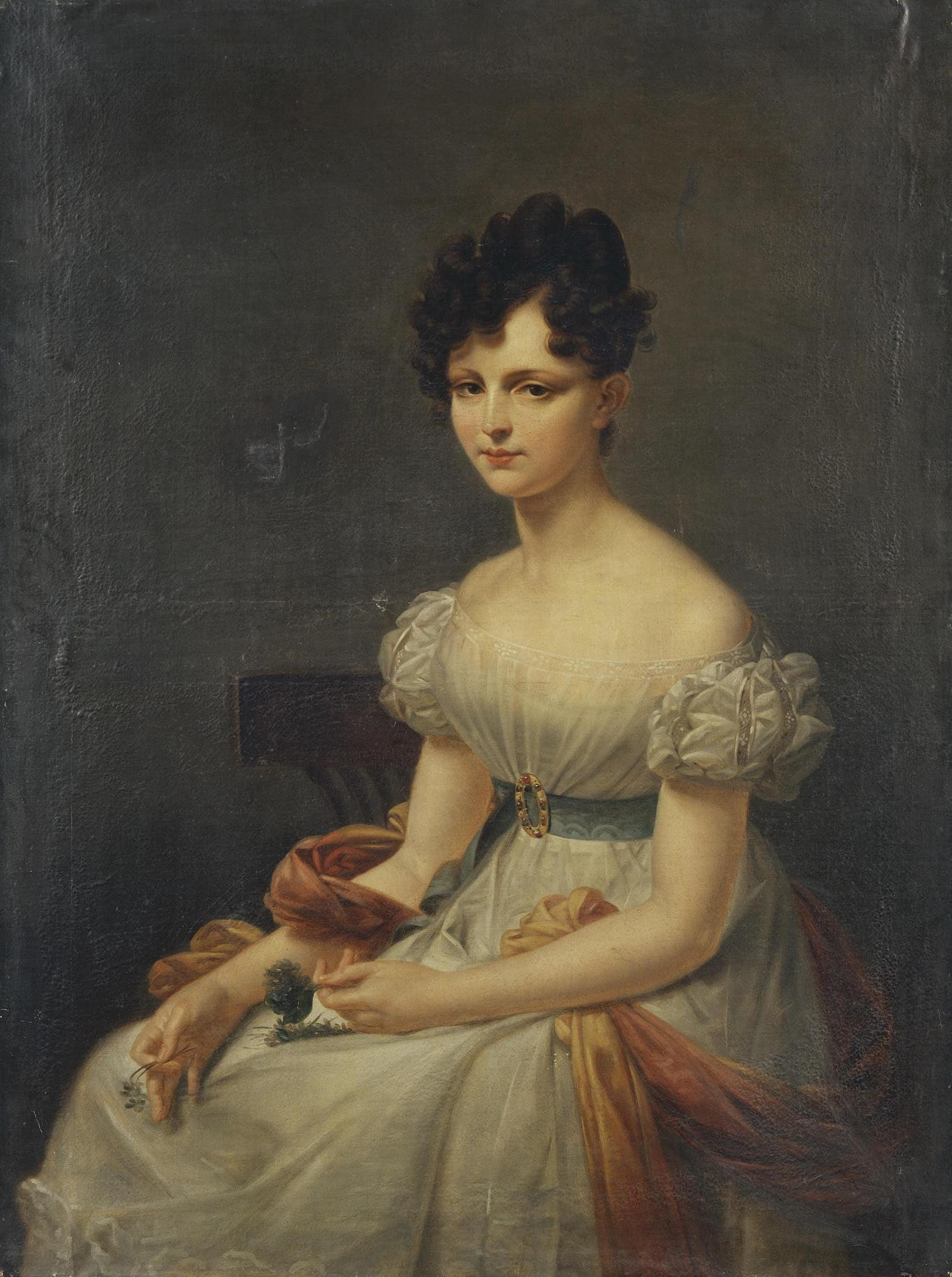
Анна Вяземская